# Mount-Lyellspitsmuis
De mount-lyellspitsmuis (Sorex lyelli)  is een zoogdier uit de familie van de spitsmuizen (Soricidae). De wetenschappelijke naam van de soort werd voor het eerst geldig gepubliceerd door Merriam in 1902.

## Voorkomen
De soort komt voor in de Verenigde Staten en werd voor het eerst gefotografeerd in de omgeving van het Sierra-Nevadagebergte in 2025.